# Bettignies
Bettignies település Franciaországban, Nord megyében. Lakosainak száma 355 fő (2022. január 1.). Bettignies Goegnies-Chaussée, Villers-Sire-Nicole, Bersillies, Gognies-Chaussée, Mairieux és Quévy községekkel határos.

## Népesség
A település népességének változása:
| Lakosok száma | 295  | 315  | 310  | 310  | 310  | 309  | 309  | 355  |
|               | 2013 | 2015 | 2017 | 2018 | 2019 | 2020 | 2021 | 2022 |